# David Verloop
David Verloop (Utrecht, 8 januari 1921 – Brussel, 7 maart 1944) was een Nederlands verzetsstrijder tijdens de Tweede Wereldoorlog.

## Biografie
Verloop werd geboren in het Diakonessenhuis te Utrecht, als zoon van predikant Carel Verloop en Geertruida Schermers. Hij ging naar het Christelijk Lyceum Zeist. Hij begon op de HBS, maar stapte in de vierde klas over naar het gymnasium. In juni 1937 kreeg hij zijn diploma. Hij was zestien jaar oud toen hij aan zijn studie rechten aan de Universiteit Utrecht begon. Tijdens zijn studie behaalde hij het MO-diploma Boekhouden. Hij was lid van het Utrechtsch Studenten Corps, bestuurslid van de Utrechtse Studenten schaakvereniging Lasker en tevens zeiler. In 1940 deed hij mee aan een interacademiale schaakcompetitie. In 1941 slaagde hij voor het doctoraalexamen rechtswetenschappen. Hij mocht zich als 20-jarige de jongste meester van Nederland noemen. In 1942 behaalde hij het kandidaatsexamen Economie aan de Universiteit van Amsterdam.
Voor zijn veiligheid week Verloop uit naar België. In Brussel kwam hij in contact met verzetsmensen en ging hij werken voor de Dutch-Paris ontsnappingslijn. In februari 1944 werd bij toeval een jonge vrouwelijke koerier door de Franse politie opgepakt en uitgeleverd aan de Gestapo. Tegen alle regels in had ze een kladblok bij zich met namen en adressen van Dutch-Paris leden. Ze werd op brute wijze ondervraagd, waarbij een bewaker haar hoofd onder koud water hield totdat ze bijna verdronk. Onder marteling onthulde ze vele namen van belangrijke leden van het ondergronds netwerk. Als gevolg daarvan werd een groot aantal Dutch-Paris leden opgepakt, onder wie David Verloop. Op 28 februari 1944 werd hij in de Rue Franklin te Brussel gearresteerd. Na zijn arrestatie kwam hij terecht in de gevangenis van Sint-Gillis in het Brussels Gewest. Daar sprong hij op 7 maart 1944 in het trappenhuis van de zesde etage om het leven te redden van zijn naaste collega's.
Hij werd begraven op de nieuwe gemeentelijke begraafplaats Zeist.

## Eerbetoon
- In oktober 1946 kreeg hij postuum het verzetskruis uitgereikt door koningin Wilhelmina in de Nederlandse Ambassade te Brussel.[14][15]
- Zijn naam staat vermeld op de Erelijst van Gevallenen 1940-1945.[16]
- Zijn naam staat vermeld op het monument in het Academiegebouw van de Universiteit Utrecht.[17]
- Zijn naam staat vermeld op het Nationaal Gedenkteken der Joodse Martelaren in Anderlecht.[18]
- In de Verzetswijk in Almere is een straat naar hem vernoemd.[19]

H.J. van Aalderen
· P. van As
· M. Assies
· J.J. Barendsen
· J.A. Beekman
· H.D.J. Beernink
· L.R. Beijnen
· C.J. van den Berg-van der Vlis
· L.A. Bleys
· G. de Boer
· A.A. Bontekoe
· E.J. Bosch ridder van Rosenthal
· D.A. van den Bosch
· I.J. van den Bosch
· J.H. Bosch
· J.C.J. baron Brantsen
· A.L. Charroin
· F.G.M. Conijn
· M. Crans
· R.J. Dam
· F. Datema
· K.H. Derkzen van Angeren
· H. Dienske
· J.L.G. Doornik
· V. Dreyfus
· N. Dupont
· F. Duwaer
· S. Esmeijer
· G.H. Gelder
· J. Gelderman
· W.J. Gertenbach
· E.A. Giran
· O. Giran
· C.H. de Groot
· P.G.S. Guermonprez
· A. Hahn
· W. van Hall
· J.C.H.F. van Hanxleden Houwert
· Th.W.L. baron van Heemstra
· J.J. Hendrikx
· J.L. Hesselberg
· W.J. Heukels
· I. van der Horst
· J. ter Horst
· H.P. Hos
· J.F.H.M. baron van Hövell van Wezeveld en Westerflier
· B. IJzerdraat
· L. Jansen
· A. Kalter
· G.W. Kastein
· A. Keuter
· T.J. Kroeze
· D.M.R.H. Kroon
· H.Th. Kuipers-Rietberg
· A. Meerwaldt
· J.A.A. Mekel
· J.D. van Melle
· D.C.B. Mesritz
· M.-L.C. Meunier
· J.J. Mohr
· J.L. Moonen
· A.C. Nagtegaal
· F. Nieuwenhuijsen
· B. Oosthoek
· J. Oranje
· T. Pannekoek
· J. Post
· A.J. Rozeman
· V.H. Rutgers
· F.R. Ruys
· W. Santema
· J.J. Schaft
· Jhr. J. Schimmelpenninck
· R.L.A. Schoemaker
· G. Schoonman
· W.P. Speelman
· M. van der Stoep
· B.M. Telders
· A.O.H. Tellegen
· O.R. Thomsen
· G. Tieman
· T.W. de Tourton Bruijns
· L.M. Valstar
· G.J. van der Veen
· D. Verloop
· M.A.E. Verspyck
· P.M.R. Versteegh
· C. Vlot
· G. Weidner
· J.H. Westerveld
· H.B. Wiardi Beckman
· J.W. Wildschut
· J.R.E. Wüthrich
· L. Zwanenburg
· Onbekende Joodse soldaat